# Sincretismo político

Divisiones comunes en la política.

El sincretismo político es el conjunto de posiciones políticas que intentan reconciliar elementos pertenecientes a ideologías aparentemente opuestas en el espectro político, por lo general combinando algunos elementos asociados a la izquierda con otros asociados a la derecha.
El vocablo se deriva de la idea de sincretismo religioso y se refiere a la política fuera de los márgenes convencionales del eje izquierda-derecha.

## Objetivos del sincretismo político
Toda postura política e ideología a la hora de gobernar a un grupo determinado cabe en el espectro que va de "izquierda" a "derecha".
El sincretismo político es una corriente económica que se considera fuera del espectro político convencional de izquierda-derecha.
Tiene como objetivo la toma de decisiones políticas de neutralidad mediante la combinación de elementos asociados a la izquierda y derecha para lograr objetivos mediante la reconciliación.

Un gráfico del espectro político; una variante del gráfico de Nolan.

## Izquierda y derecha
En Norteamérica y Europa, el término liberalismo se refiere a una amplia gama de posiciones e ideologías políticas a menudo consideradas divergentes entre los Estados Unidos y el resto del mundo. Por ejemplo, en Estados Unidos los liberales son considerados más bien de izquierda mientras que en los países europeos son considerados de derecha – un término que refleja la connotación de indefinición que "liberal" tiene en los Estados Unidos es el de "centrista" o "de centro" en España.
Se podría decir que la clasificación tradicional de derecha e izquierda actualmente, tiende a una ideología reduccionista. Ya que al menos se debiesen de analizar o tomar en cuenta dos dimensiones para realizar una categorización política con una mínima rigurosidad.
El punto de partida para determinar el sincretismo o espectro político es asumir que las opiniones de los ciudadanos sobre diferentes tópicos muestran una correlación notable o que hay un asunto esencial que engloba o domina los demás.

## Origen histórico del término

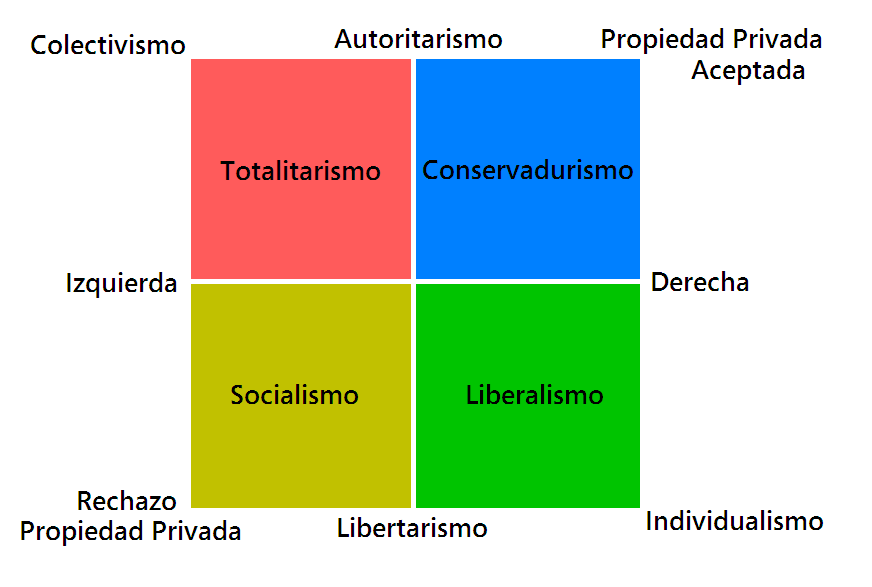
Espectro político que muestra dos ejes: derecha-izquierda, y autoritario-libertario.

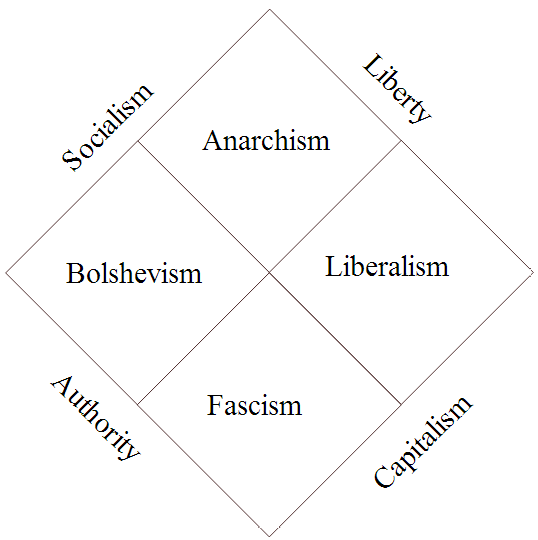
Un gráfico de dos ejes, que no incluye explícitamente el eje izquierda-derecha.

Estos términos surgieron en Francia durante la revolución cuando se conforma la Asamblea constituyente y el parlamento se dividió a la izquierda y a la derecha del rey, donde las distintas facciones o tendencias políticas se distribuían en el recinto según su ideología y, según la perspectiva del rey, hacia la izquierda o la derecha.
Los que quedaron del lado izquierda eran los que esperaban un cambio significativo con la revolución y quienes querían liberar al pueblo del antiguo régimen y leyes caducas; los que quedaron a la derecha querían conservar las normas establecidas en la época de la monarquía.
"La Falange" o nacionalsindicalismo también denominado falangismo de España, fue un movimiento sincrético. En donde se atacaba a la izquierda y la derecha, como "enemigos", declarándo ser ni de izquierda ni de derecha, sino una tercera posición.
Adolf Hitler, después de criticar tanto la política de izquierda y de derecha en Mein Kampf, creó el nazismo como una política sincrética o de "Tercera posición".
La expresión también fue promovida por diversos movimientos posteriores a 1945.
En Hungría, por ejemplo, se ha producido una fuerte presencia de partidos políticos sincréticos desde las revoluciones de 1989. Abriendo paso a la formación de un gobierno de coalición en 1990 que incluyó el Foro Democrático Húngaro, el Partido Independiente Cívico de los Pequeños Propietarios y de los Trabajadores Agrarios y el KDNP.
Mismo que más tarde se convirtió en un aliado cercano de FIDESZ, perdiendo este atributo en el proceso.
Después del primer mandato de cuatro años de gobierno sincrético varias partes del sistema entraron en un declive, muchos de ellos desaparecieron. Surgiendo solamente dos nuevos partidos políticos emergentes desde entonces: el Partido por la Justicia y la Vida de Hungría (1993) y el partido La Política Puede Ser Diferente (2009), siguen estando presente en este último el Parlamento húngaro.
Políticos notables son el primer ministro József Antall, el ministro de agricultura y desarrollo rural József Torgyány el líder del partido verde András Schiffer.

## Modelos de ejes múltiples
Gran parte de la filosofía política que ha surgido en los últimos dos siglos no encaja en la línea unidimensional derecha-izquierda tradicional propuesta; en particular el anarquismo y el libertarismo. Pues en sobre este modelo, se asume que el anarquismo es “de izquierda”, mientras que el liberalismo libertario es “de derecha”. Sin embargo, en el espectro unidimensional, el anarquismo ocupa prácticamente la misma posición que el marxismo lo cual es obviamente poco apropiado. El anarquismo implica el rechazo al gobierno y al control social, mientras que las teorías comunistas pretenden el control social de muchas actividades. En el otro extremo del extremo político, el liberalismo libertario se encuentra en el mismo lugar que el fascismo, o por lo menos que el capitalismo conservador rígidamente autoritario, lo cual sería igualmente inapropiado.
Para resolver estos problemas, se han planteado varias propuestas para crear sistema de dos ejes, que combine dos modelos de espectro político unidimensional como sus ejes.
La primera persona que diseñó un sistema de dos ejes fue Hans Eysenck en su libro de 1964 "Sense and Nonsense in Psychology". A partir del espectro tradicional “derecha-izquierda”, Eysenck añadió un eje vertical que iba de las tendencias autoritarias (tough-mindedness) a las tendencias democráticas (tender-mindedness). El efecto de este nuevo eje es que aquellos que tienen ideas muy diferentes con respecto a la autoridad, pero tienen las mismas en el eje “derecha-izquierda”, puedan ser distinguidas (gente como Stalin y Noam Chomsky en la izquierda, o Augusto Pinochet y Friedrich Hayek en la derecha).
De modo similar, se pueden considerar asuntos relativos a la propiedad colectiva/privada en el eje horizontal y el espectro desde el control individual de la sociedad al estatal en el eje vertical.
El modelo propuesto por la Brújula Política es muy similar al gráfico de Eysenck, solo que mide en el eje vertical la libertad social en lugar de la tendencia autoritaria o demográfica.

## Algunos ejemplos de sincretismo político
Para que este sincretismo pueda desarrollarse, debe existir también una gama de valores y creencias. Los sistemas políticos en las que la mayor parte de la población queda claramente dentro de un grupo u otro, sin nadie entre medio, como en la mayor parte de los conflictos de tipo nacionalista, no se pueden describir bien por medio de un espectro político.
Originalmente el sincretismo político se consideró como unidimensional (izquierda-derecha) y de hecho en muchos países el principal eje de variación se alinea con las diferencias típicas entre izquierda política y derecha política. Sin embargo, en distintos países y regiones el espectro político puede ser bidimensional o tridimensional, ya que pueden presentarse situaciones ajenas al alineamiento derecho-izquierda que configuran las preferencias políticas, por ejemplo:
- En México, usualmente el sincretismo se asocia al PRI.
- En Argentina, usualmente el sincretismo se asocia al Partido Justicialista.
- En Taiwán, el espectro político lo definen la posible reunificación de China y la consecución de la plena independencia taiwanesa.[15]
- En un país islámico moderno, el espectro político se puede establecer a lo largo de la línea de pensamiento respecto al papel del clero en el gobierno. Aquellos que creen que los religiosos deben tener la capacidad de aplicar la ley islámica en un lado y aquellos que defienden una sociedad laica en el contrario, con moderados de varios niveles entre ambos.[16]

- En territorios autónomos donde viven personas de diferentes nacionalidades o etnicidades, pueden existir además de posicionamientos de tipo izquierda/derecha, posicionamientos de tipo nacionalista/no nacionalista dando lugar a espectros políticos claramente bidimensionales (tal es el caso de Cataluña o País Vasco donde existen partidos de cuatro opciones básicas: nacionalista de izquierda, nacionalista de derecha, no-nacionalista de izquierda y no-nacionalista de derecha).[17]

## Modelos de distintos ejes
Los modelos de un solo eje están excesivamente simplificados y acaban uniendo propuestas políticas claramente diferenciadas. En particular, existen muchas formas de definir el espectro derecha-izquierda, que no darían lugar a las mismas clasificaciones. Un modelo tridimensional contempla la posibilidad de seguir los 3 pilares del desarrollo sostenible como ejes principales con el objetivo de buscar un equilibrio entre lo social, lo económico y el medioambiente.